# Canistrum paulistanum
Espèce
Synonymes
- Wittrockia  paulistana Leme

Canistrum paulistanum est une espèce de plantes à fleurs de la famille des Bromeliaceae. C'est une plante tropicale endémique du Brésil et décrite en 2007.

## Synonymes
- Wittrockia paulistana Leme

## Distribution
L'espèce est endémique de l'État de São Paulo au sud du Brésil.

## Description
L'espèce est épiphyte ou hémicryptophyte.